# Knema membranifolia
Knema membranifolia är en tvåhjärtbladig växtart som beskrevs av H. Winkler. Knema membranifolia ingår i släktet Knema och familjen Myristicaceae. Inga underarter finns listade i Catalogue of Life.